# أندريه واتسون
أندريه واتسون (بالإنجليزية: André Watson)‏ هو حكم اتحاد الرغبي ‏ جنوب أفريقي، ولد في 24 أبريل 1958 في جرميستون في جنوب أفريقيا.